# Кольо Йонков
Кольо Йонков е български революционер и ръководител на чета от ВДРО, деен участник в борбата за освобождението на Добруджа.

## Биография
Кольо Йонков е роден на 6 декември 1891г в с.Дерилии, Севлиевско. Деен участник във войните 1913-1916г, награждаван с ордени за храброст.
По време на първия жесток румънски окупационен режим, взима решение да се посвети на борбата за освобождение на Добруджа. Става четник и водач на една от 4-те първоначално организирани чети на ВДРО - Тутраканската чета. Активно участва в сражения и наказателни акции на румънска територия. Става обект на румънската секретна служба и влиза в техни доклади. Деен участник е и в организирането на комитети в Тутраканския район.
Работи в постоянна връзка със Стефан Боздуганов и другите ръководители на ВДРО. В много близки отношения е със Стефан Симеонов.
Като войвода на чета поема отговорността за извършено от негови четници убийство. Екзекутирани са двама турски кметове в Разградско отказали заселване и оземляване на емигрирали добруджанци от румънско. Доносът за тази акция е извършен от един от представителите на левицата във ВДРО - Петър Вичев и е отправен към прокурора в Разград. Доносът както и усложнената международна обстановка по Добруджанския въпрос са причина да влезе в затвора за 13 години. Архивни документи доказват честото му излизане от Разградския затвор и пребиваването му в Русе. Освободен от затвора, посреща освобождението на любимата си Добруджа.

## Семейство
Женен е за Бойка Стоянова от с. Зафирово, Силистренско. Има 3 деца - 2 дъщери и син Кольо роден на 21 август 1921 в с. Завет, Исперихско.

## Смърт
На 8 ноември 1944 г., Кольо Йонков е разстрелян с картечен откос от нарочно изпратена наказателна бригада на главния път Русе-Силистра в с.Зафирово. Признателни добруджанци правят малък каменен паметник на лобното му място, който е премахнат няколко години по-късно. След смъртта му, неговото име е спрягано в пропагандни легенди.